# Horace Silver

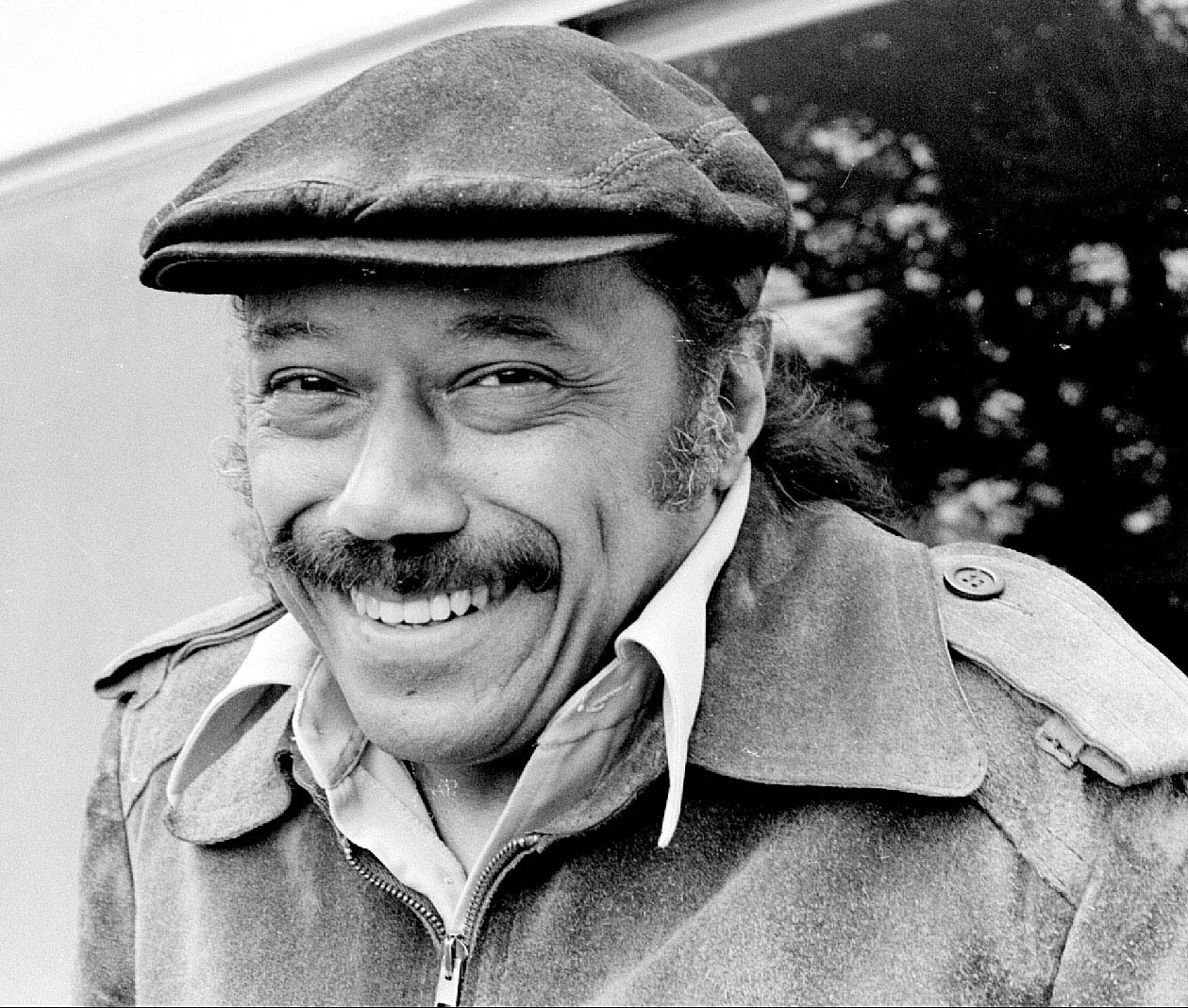
Horace Silver (1989)

Horace Ward Martin Tavares Silver (* 2. September 1928 in Norwalk, Connecticut; † 18. Juni 2014 in New Rochelle, New York) war ein US-amerikanischer Jazzpianist und Komponist. Seine bekannteste Komposition ist Song for My Father vom gleichnamigen Album.

## Werdegang

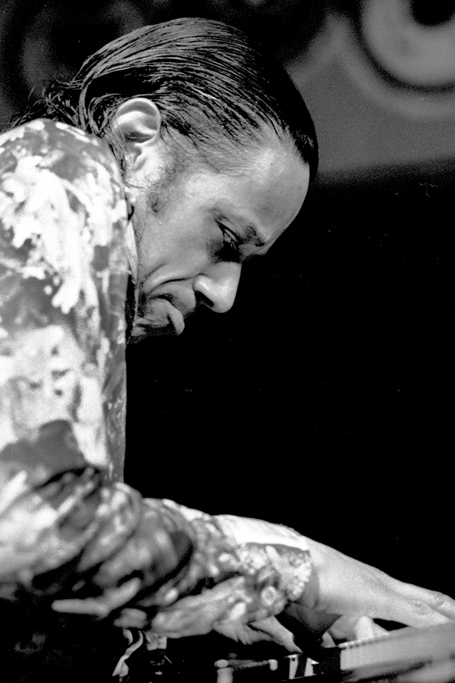
Horace Silver 1978 im Keystone Korner, San Francisco

Horace war das einzige Kind von Gertrude Fletcher aus New Canaan (Connecticut) und John Tavares Silva von den Kapverdischen Inseln. Bei der Hochzeit änderte die Mutter die Schreibweise des Familiennamens von Silva (portugiesisch für „Wald“) in Silver (englisch für „Silber“). Silver begann als Tenorsaxophonist (mit Lester Young als Vorbild), wechselte aber dann durch Graham Forbes, mit dem er befreundet war, zum Klavier. 1950 entdeckte ihn Stan Getz in einem Club in Hartford, Connecticut, und ging mit dessen Trio auf Tour. Mit Getz machte er auch seine erste Aufnahme. 1951 zog er nach New York, wo er bei den Jamsessions am Montagabend den Produzenten von Blue Note Records auffiel. 1952 und 1953 nahm er dort mit eigenem Trio auf, zu dem auch Art Blakey gehörte, mit dem er gemeinsam die Jazz Messengers gründete (erste Aufnahme unter diesem Namen 1954), eine Formation, die stilbildenden Einfluss bei der Entstehung des Hard Bop hatte. Horace Silvers Stil ist von einer perkussiven Spielweise mit treibenden funky Rhythmen und prägnanten Melodien geprägt. Bekannt wurde er durch seine Interpretationen meist eigener Stücke in rhythmisch sehr exakten Arrangements und seinem farbenreichen Stil.
Formal hat er die Grundstruktur des Bebop „auf ganz besondere Weise“ zu erweitern gewusst, indem er 12-taktige Blues- und 8-taktige Songformen miteinander kombinierte oder Themen mit ungerader Taktzahl schrieb. Diesen Ausbruch aus den herkömmlichen Schemata hat Silver nicht als erster begonnen, doch ist seine Wirkung bis in die Rockmusik zu verfolgen.
Silver wurde durch seine erfolgreichen Alben einer der Stars bei Blue Note Records und erhielt von dessen Gründer Alfred Lion erhebliche Freiheiten (bis hin zur Gestaltung von Cover und Liner Notes).
Silver war durch zahlreiche Musikstile beeinflusst, insbesondere durch Gospel, afrikanische Musik und lateinamerikanische Musik. Letzteren bringt Silver schon aus seinem Familienhintergrund mit. Die in New Canaan (Connecticut) geborene Mutter hat irische Wurzeln. Die Familie väterlicherseits stammt von den Kapverden. Silver war nicht nur ein Hard-Bop-Pionier, sondern auch einer der Begründer des Soul-Jazz. Er war u. a. Komponist der Stücke „Sister Sadie“, „Filthy McNasty“, „Tokyo Blues“, „Song for My Father“ (geschrieben für seinen von der Kapverdischen Insel Maio stammenden Vater John Tavares Silva) und „Señor Blues“ u. v. a., die zu Jazzstandards avancierten.
Silver spielte bis Ende der 1950er Jahre mit vielen Jazzgrößen, u. a. mit Lou Donaldson, Lester Young, Clark Terry, Miles Davis, Kenny Clarke, Milt Jackson, Kenny Burrell und Cannonball Adderley. Seitdem spielte er nur mehr (fast) ausschließlich mit seinen eigenen Bands. Nach seiner Zeit mit den Jazz Messengers gründete er 1956 ein eigenes Hard-Bop-Quintett, in dem ähnlich wie bei Blakey junge Talente gefördert wurden, wie Hank Mobley, Louis Hayes, Junior Cook, Blue Mitchell, Joe Henderson, Woody Shaw oder Michael und Randy Brecker. Die Zusammensetzung seines Quintetts (Tenorsaxophon, Trompete, Rhythmusgruppe mit Klavier) hatte in den 1960er Jahren Vorbildfunktion für viele Jazzcombos. Seit Anfang der 1950er Jahre aktiv, erstreckte sich Horace Silvers erfolgreiche Karriere über einen Zeitraum von mehr als fünfzig Jahren. 
Horace Silver starb am 18. Juni 2014 im Alter von 85 Jahren in seinem Zuhause in New Rochelle.

## Stimmen von Kollegen
„Horace wohnte im selben Hotel wie ich – im Arlington Hotel an der 25sten in der Nähe der Fünften Avenue. Horace hatte ein Klavier in seinem Zimmer, auf dem ich meine Songs spielte und komponierte … Ich mochte die Art, wie er Klavier spielte; er hatte diesen »funky« Stil, der mir damals so gut gefiel. Er heizte mir richtig ein und mit Art Blakey am Schlagzeug konntest du sowieso nichts anderes als loslegen.“

## Auszeichnungen
Horace Silver erhielt die Jazz Masters Fellowship für das Jahr 1995. Die mit 25.000 US-Dollar dotierte Anerkennung der staatlichen NEA-Stiftung ist die höchste Auszeichnung für Jazzmusiker in den USA. Weitere Auszeichnungen und Ehrungen:
- 1954: Downbeat New Star, Jazz Critics’ Poll, Piano
- 1959: Blue Note Record Award
- 1963: Schaefer Award for Outstanding Achievement as an Exponent of Modern Jazz
- 1977: City of Los Angeles Proclamation: Horace Silver Month (Februar)
- 1977: Jazz Heritage Foundation Award
- 1985: City of Los Angeles Proclamation: Horace Silver Day (22. März 1985)
- 1989: City of Los Angeles Proclamation: Horace Silver Day (10. September 1989)
- 1996: Down Beat Jazz Hall of Fame (61. Annual Readers’ Poll)

## Kompositionen (Auswahl)

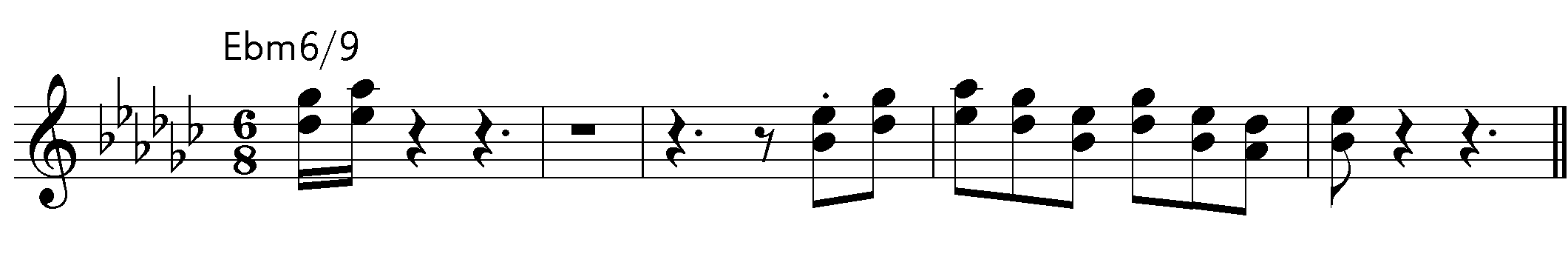
Typischer Hard-Bop-Bläsersatz: Aus Horace Silvers Señor Blues

- Cooking at the Continental
- Doodlin’
- Ecaroh
- Filthy McNasty
- Jungle Juice
- Moonrays
- Nica’s Dream
- Nutville
- Opus de Funk
- Peace
- Psychedelic Sally
- Quicksilver
- Safari
- Señor Blues
- Sister Sadie
- Song for My Father
- The Preacher

## Diskografie (Auswahl)
Bandleader
- Introducing the Horace Silver Trio (Blue Note, 1952)
- Horace Silver Trio Vol. 2 (& Art Blakey-Sabu) (Blue Note, 1953)
- Six Pieces of Silver (Blue Note, 1956)
- The Stylings of Silver (Blue Note, 1957)
- Further Explorations (Blue Note, 1958)
- Finger Poppin′ (Blue Note, 1959)
- Blowin’ the Blues Away (Blue Note, 1959)
- Horace-Scope (Blue Note, 1960)
- Doin’ the Thing – At the Village Gate (Live) (Blue Note, 1961)
- The Tokyo Blues (Blue Note, 1962)
- Song for My Father (Blue Note, 1964)
- The Cape Verdean Blues (Blue Note, 1965)
- The Jody Grind (Blue Note, 1966)
- Serenade to a Soul Sister (Blue Note, 1968)
- The United States of Mind (Blue Note, 1969)
- You Gotta Take a Little Love (Blue Note, 1969)
- In Pursuit of the 27th Man (Blue Note, 1972)
- Jazz Has a Sense of Humor (Verve, 1999)
- Live New York Revisited (Ezz-thetics, 2022)

Jazz Messengers
- A Night at Birdland, Vol. 1 & 2 (Blue Note)
- Horace Silver and the Jazz Messengers (Blue Note, 1954)
- At the Cafe Bohemia, Vol. 1 & 2 (Blue Note, 1956)

Sideman
- 1953/54: Art Farmer – Art Farmer Septet (Prestige)
- 1954: Miles Davis All Stars – Walkin’ (Prestige)
- 1955: Clark Terry – Clark Terry (EmArcy)
- 1955: Kenny Dorham – Afro-Cuban (Blue Note)
- 1956: Paul Chambers – Whims of Chambers (Blue Note)
- 1956: Hank Mobley – The Jazz Messenge of Hank Mobley, Volume I (Savoy)
- 1956: Lee Morgan – Lee Morgan Indeed! (Blue Note)
- 1956: Hank Mobley – Hank Mobley with Donald Byrd and Lee Morgan (Blue Note)
- 1956: Lee Morgan – Lee Morgan Sextet (Blue Note)
- 1957: Hank Mobley – Hank Mobley and His All Stars (Blue Note)
- 1957: Kenny Burrell – K.B. Blues (Blue Note)
- 1957: Hank Mobley – Hank Mobley Quintet (Blue Note)

### Nachruf
- Christian Buß: Zum Tod von Horace Silver: Mr. Funk. In: Spiegel Online. 19. Juni 2014
- Der letzte Jazzprediger. In: Neue Zürcher Zeitung. 19. Juni 2014 (Bezahlschranke)
- Horace Silver, 85, Master of Earthy Jazz, Is Dead. In: The New York Times. 18. Juni 2014 (englisch)

### Musikbeispiele
- Horace Silver Quintet: Ecaroh auf YouTube
- Horace Silver Quintet: Señor Blues auf YouTube
- Horace Silver Quintet: Song for My Father auf YouTube
- Horace Silver Quintet: Psychedelic Sally auf YouTube